# غوفر وجاري
غوفر وجاري (الاسم العلمي:Orthogeomys cuniculus) هو نوع من الحيوانات يتبع جنس غوفر مستقيم من فصيلة الغوفرية.